# Babínský rybník
Babínský rybník este o arie protejată (arie specială de conservare — SAC, sit de importanță comunitară — SCI) din Republica Cehă întinsă pe o suprafață de 39,1 ha, integral pe uscat.

## Localizare
Centrul sitului Babínský rybník este situat la coordonatele 49°32′32″N 15°53′47″E / 49.542222°N 15.896389°E.

## Înființare
Situl Babínský rybník a fost declarat sit de importanță comunitară în aprilie 2005 pentru a proteja 1 specie de animale. Situl a fost protejat și ca arie specială de conservare în iulie 2012.

## Biodiversitate
Situată în ecoregiunea continentală, aria protejată nu include niciun habitat protejat.
La baza desemnării sitului se află o specie protejată de  nevertebrate: libelule (Leucorrhinia pectoralis).